# Orgyia vartiani
Orgyia vartiani is een donsvlinder uit de familie van de spinneruilen (Erebidae). De wetenschappelijke naam van de soort is voor het eerst geldig gepubliceerd in 1974 door Ebert.